# Will Calhoun
Will Calhoun (The Bronx, 22 juli 1964) is een Amerikaanse rockdrummer, die lid is van de rockband Living Colour.

## Biografie
Calhoun werd geboren in The Bronx, New York. Hij verhuisde naar Boston om te studeren aan het Berklee College of Music, waar hij afstudeerde met een diploma in muziekproductie en engineering. Hij ontving de Buddy Rich Jazz Masters-prijs voor uitstekende prestaties als drummer. Hoewel Calhoun vooral bekend is als de drummer van de rockband Living Colour, speelde hij ook met Jungle Funk en HeadFake, nam hij jazzalbums op als leader en trad hij op met Pharoah Sanders, B.B. King, Herb Alpert, Dr. John, Jaco Pastorius, Wayne Shorter, Marcus Miller, Public Enemy en Ronnie Wood. Hij speelt op Crimson Deep van het album What Lies Beneath van de Finse symfonische metalzangeres Tarja. Hij is ook lid van de band Stone Raiders.
Hij werd door de lezerspeiling van Modern Drummer verkozen tot «Beste nieuwe drummer van 1988» en driemaal (1989, 1991 en 1992) als «Nummer één progressieve drummer». Hij werd door de opiniepeiling van Rolling Stone uitgeroepen tot «Beste Drummer van 1990». Hij won twee Grammy Awards, één in 1989 voor beste hardrockprestaties van een band, terwijl hij in Living Colour was, en vervolgens opnieuw voor beste hardrockprestaties met de band in 1990. Living Colour won ook een internationale rockprijs in 1991 voor beste rockband. Naast drummen schreef Calhoun ook de nummers Pride, te horen op Time's Up, en Nothingness van het album Stain.
Het drumwerk van Calhoun bevat verschillende stilistische invloeden en versterkende technologieën. Met Living Colour was hij een van de eerste drummers, die geavanceerde funk- en fusiontechnieken combineerde met elementen van hardrock en thrashmetal. Meer recentelijk heeft hij drum- en basgrooves, etnische percussie en sampling in zijn spel geïntegreerd. Hij is een zeer fysieke speler, met een brede vocabulaire van uiterst precieze grooves tot meer vrije avant-funk en jazzbenaderingen. Hij is ook een fervent gebruiker van de Korg Wavedrum, waarmee hij effecten (inclusief gitaarpedalen en andere effecten die niet typisch geassocieerd worden met percussie-instrumenten) in een enkele drum kan integreren. Calhoun heeft een Mandala Drum aan zijn setup toegevoegd. De Mandala is een dynamisch elektronisch oppervlak met meerdere bedieningszones dat sensortechnologie gebruikt om te detecteren waar en hoe hard een oppervlakteaanslag plaatsvindt.

## Discografie

### Solo
- 1995: Housework
- 1997: Drumwave
- 2000: Live at the Blue Note
- 2005: Native Lands
- 2013: Life in this World
- 2016: Celebrating Elvin Jones

### Als sideman
Met Santi Debriano
- 2001: Artistic License (Savant)

- Bibliothèque nationale de France: cb14047437p (data)
- Gemeinsame Normdatei: 135235162
- International Standard Name Identifier: 0000 0000 5551 9767
- Library of Congress Control Number: no96063241
- MusicBrainz: 25a09a9b-7aff-4766-a357-4cd2898d0599
- Nationale Bibliotheek van Tsjechië: osa2014802204
- Nationale Bibliotheek van Israël: 987007352669105171
- Virtual International Authority File: 38974099
- WorldCat: E39PBJdRtg7mcgJBCGMvgq8Qv3